# Stadt des Kindes

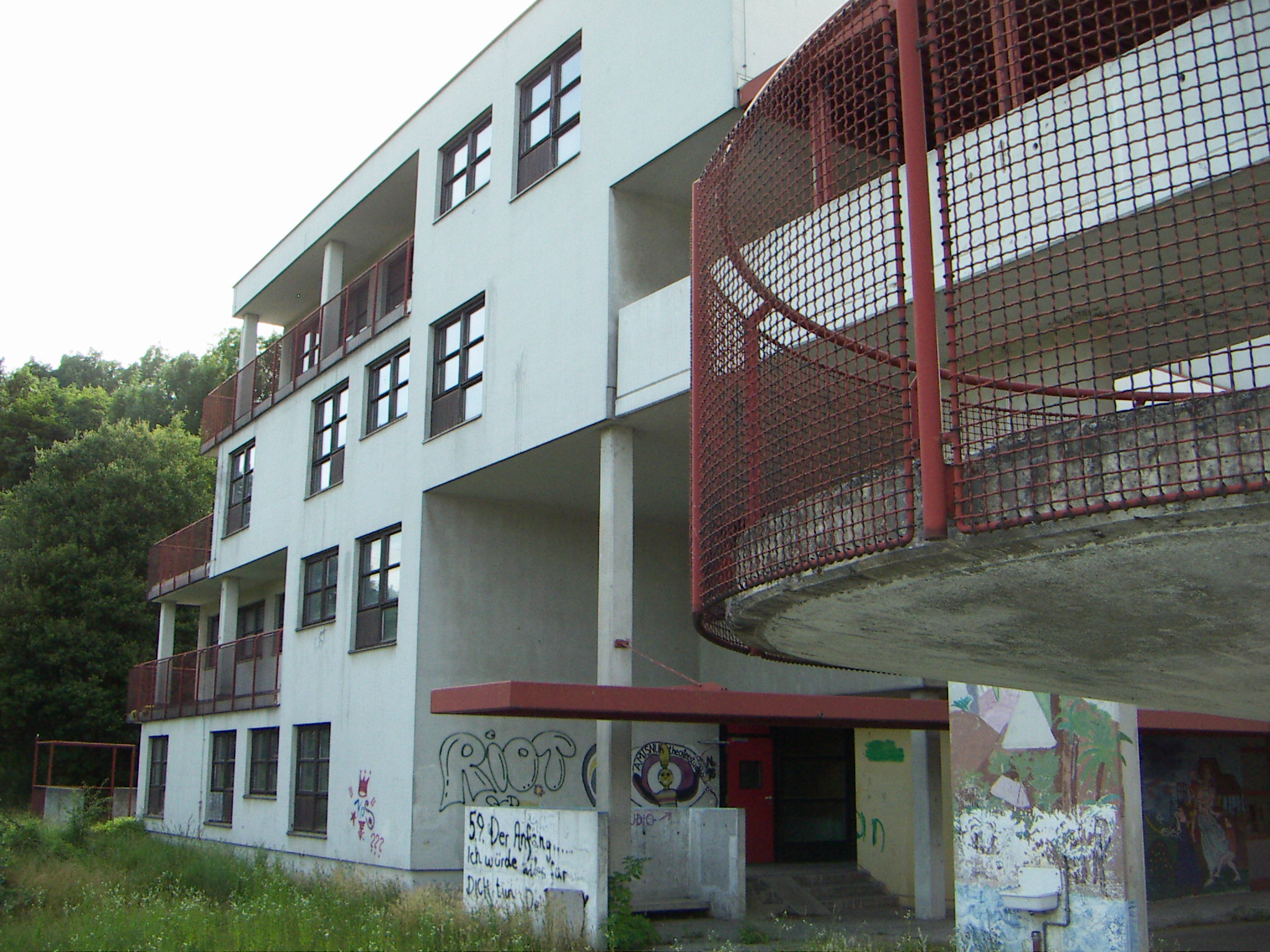
Stadt des Kindes in Wien-Penzing

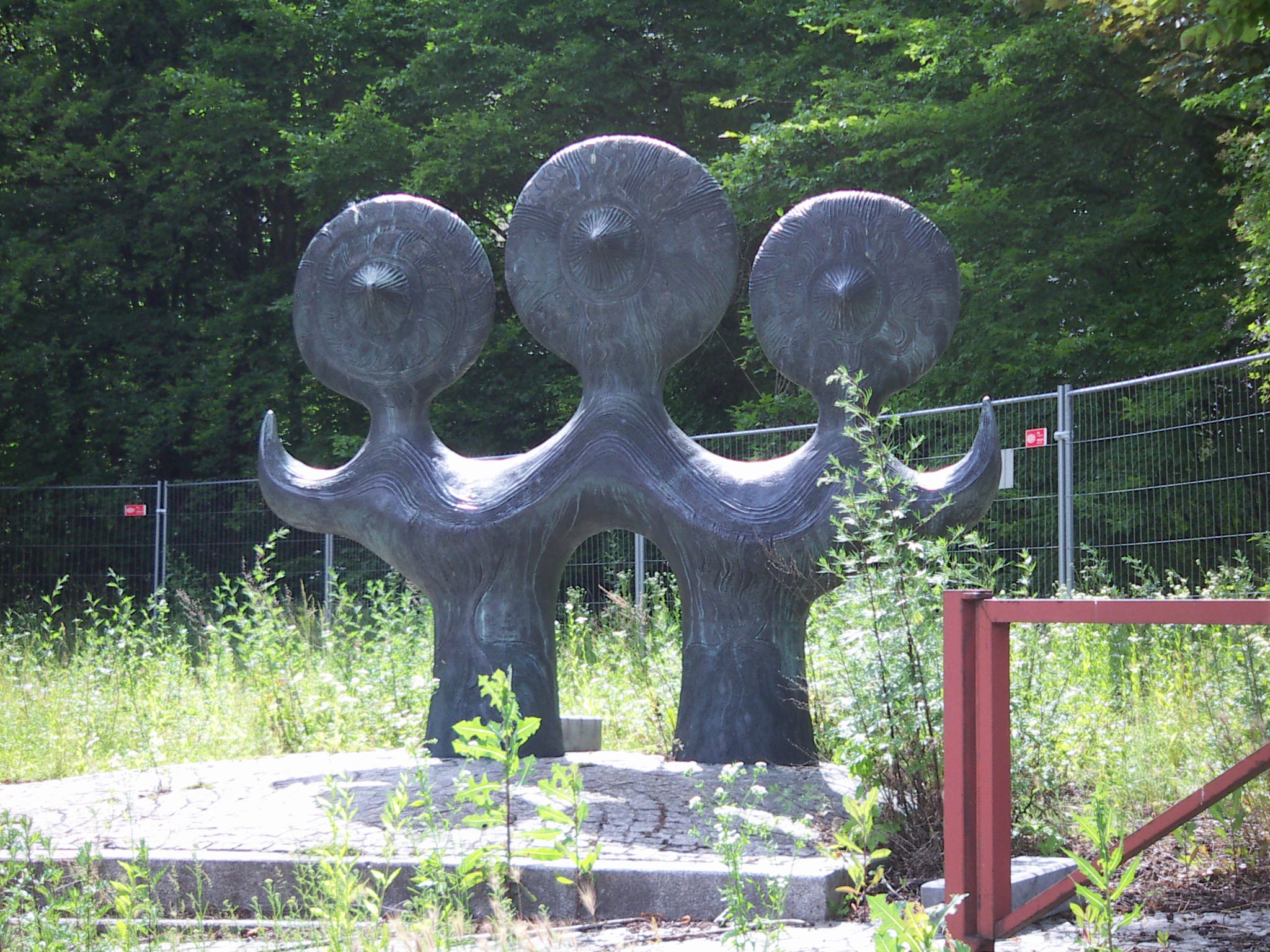
Bronzeplastik Maria Biljan-Bilger

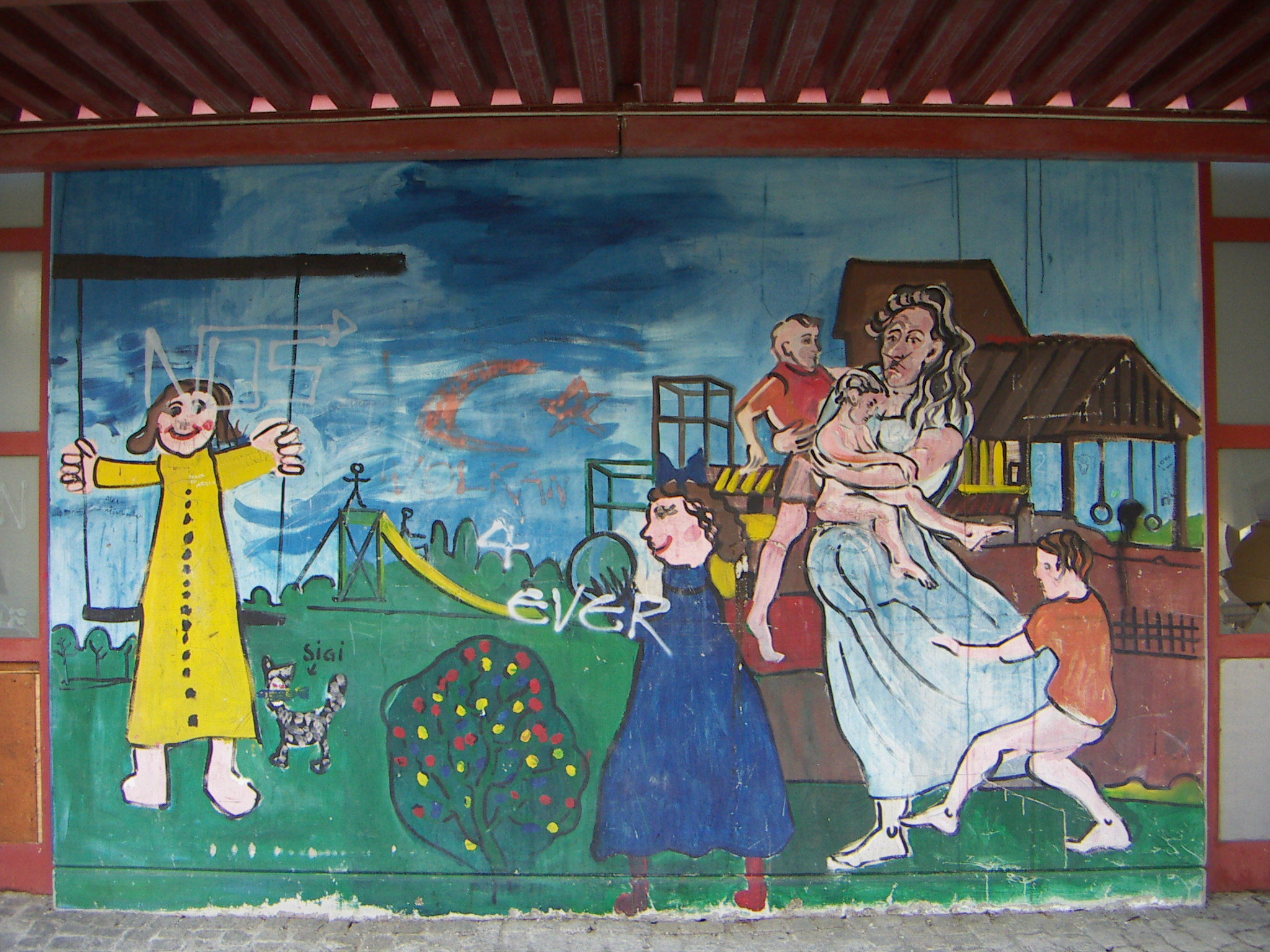
Bemalte Hausfassade

Die Stadt des Kindes war von 1974 bis 2002 ein Heim für gefährdete Kinder und Jugendliche der Stadt Wien. Die Realisierung von Architekt Anton Schweighofer wurde 2008 teilweise demoliert. Der verbliebene Teil wurde in eine Wohnhausanlage umgestaltet.

## Geschichte

### Errichtung
Die Stadt des Kindes war 1968 eine Initiative der Stadt Wien zum 50. Jahrestag der Gründung der Republik Österreich. Das sozialpädagogische Konzept wurde zusammen mit der Stadträtin für das Wohlfahrtswesen Maria Jacobi entwickelt. Den Wettbewerb gewann 1969 der Architekt Anton Schweighofer mit einer Lösung, die eine öffentliche Mitnutzung von Gemeinschaftseinrichtungen durch die Bewohner des Stadtteils Weidlingau integrierte. Die Realisierung war reformpädagogisch und architektonisch ein Vorzeigeprojekt, das international große Beachtung fand. Am 28. Juni 1974 wurde es offiziell seiner Bestimmung übergeben.

### Schließung im Jahre 2002
Im Zuge der Wiener Heimreform mit dem Schwerpunkt der Bildung von Wohngemeinschaften für Kinder und Jugendliche, die anonym in der Stadt verteilt leben, wurden alle Heime der Stadt Wien, 2002 auch die Stadt des Kindes, geschlossen. Adressen sollten weder für andere Hausparteien und Nachbarn noch für Mitschüler und Arbeitgeber erkennbar sein.

### Nachnutzung
Nachdem das Bundesdenkmalamt keine Schutzwürdigkeit angenommen hatte, wurde vom neuen Grundstückseigner in einem Gutachterverfahren im Rahmen eines Bebauungsvorschlages mit Architekten die Möglichkeiten geprüft, mit den gesetzlichen Bedingungen des geförderten Wohnbaus eine Neunutzung zu entwickeln. Die wahrscheinliche Realisierung der Nachnutzung sah einen Teilabriss der Stadt des Kindes vor, die dafür notwendige Änderung der Eigentümervereinbarung wurde 2008 im Wiener Gemeinderat beschlossen. Am 25. August 2008 wurde mit dem Teilabriss begonnen.
Aus Protest gegen den Abriss des von einer UNESCO-Expertenkommission als „Juwel moderner Architektur“ bezeichneten Gebäudekomplexes, der ein Theater, eine Schwimmhalle, einen großen Turnsaal und viele kleine Zimmer beinhaltet, die prädestiniert für eine Umnutzung zu einem gemeinschaftlichen Wohnprojekt seien, besetzte die vorwiegend aus Architekturstudenten bestehende Gruppe „Freiraum“ in der Nacht vom 6. auf den 7. September 2008 das Gebäude vorübergehend.

## Konzept der Stadt des Kindes

### Sozialpädagogisch
Für Pflegekinder der Stadt Wien, die sich bis zur Erwerbsfähigkeit in der Betreuung der Stadt befanden, wurde als Alternative zu den bestehenden geschlossenen Heimen, das Projekt einer offenen Struktur entwickelt. Hier lebten und wohnten die Kinder nicht deklassiert als Randgruppe, sondern in einer offeneren Situierung in einem Stadtteilzentrum.

### Architektonisch
Der Vorschlag des Architekten Schweighofer, das Ledererschlössel des Bauareals zu erhalten und unter anderem als Direktionsgebäude zu nutzen, wurde seitens der Stadt Wien verneint, und daher demoliert.
Die Weidlingau ist ein eher abgeschnittener Teil am Westrand der Stadt Wien und der Entwurf sah ein Stadtteilzentrum vor, das einerseits offen ein Heim für Kinder und Jugendliche ist und andererseits öffentliche Einrichtungen wie Schwimmbad, Sporthalle und Sportplatz, Keramikwerkstatt, Café und Theater verwirklichte.

## Film
- Erinnerungen an die Stadt des Kindes[8][9] (2011), Dokumentarfilm von Marco Antoniazzi